# Seznam belgijskih košarkarjev
Seznam belgijskih košarkarjev.

## B
- Ismaël Bako
- Ronny Bayer
- Christophe Beghin
- Étienne Bodson
- Tony Van den Bosch
- Herman Bruyninckx

## C
- Erik Cleymans

## D
- Marc Deheneffe
- Thomas Dreesen
- Yannick Driesen

## E
- Jef Eygel

## F
- Marcus Faison

## G
- Étienne Geerts
- Pierre-Antoine Gillet
- Daniel Goethals

## H
- Danny Herman
- Axel Hervelle
- François Huysmans

## K
- Vincent Kesteloot

## L
- Dimitri Lambrecht
- Dimitri Lauwers
- Manu Lecomte
- Matt Lojeski
- John Loridon

## M
- Sacha Massot
- D. J. Mbenga
- Lucien Michelet
- Roel Moors
- Wen Mukubu
- Guy Muya
- Jean-Marc Mwema

## N
- Imre Nyitrai

## O
- Randy Oveneke

## P
- (Tony Parker)
- Jos Peeters
- Ive Van Poppelen

## R
- Sam Van Rossom

## S
- Jean Salumu
- Rik Samaey
- Jean-Luc Selicky
- Quentin Serron
- Dirk Snyders
- Tomas Van Den Spiegel
- Jorn Steinbach
- Jean Steveniers
- Alain Stollenberg
- Éric Struelens

## T
- Jonathan Tabu
- Kevin Tumba

## V
- Ivan Verbeckt

## Z
- Maxime De Zeeuw